# Diocesi di Lorima
La diocesi di Lorima (in latino Dioecesis Lorymiensis) è una sede soppressa del patriarcato di Costantinopoli e una sede titolare della Chiesa cattolica.

## Storia
Lorima, identificabile con le rovine nei pressi del porto di Hoplothiki nell'odierna Turchia, è un'antica sede episcopale della provincia romana della Caria nella diocesi civile di Asia. Faceva parte del patriarcato di Costantinopoli ed era suffraganea dell'arcidiocesi di Stauropoli.
La diocesi è documentata nelle Notitiae Episcopatuum del patriarcato di Costantinopoli fino al XII secolo. Tuttavia, fino al IX secolo le Notitiae riportano la sede di Hyllarima (Υλάριμα) e solo dal X secolo appare quella di Laryma (Λαρύμων), forma derivata da Hyllarima (Υλαρίμων). Le stesse indicazioni sono riportate da Le Quien, il quale tuttavia assegna alla diocesi il nome di Loryma (Λώρυμα).
Dei vescovi conosciuti di questa sede, Giorgio e Antimo, presenti il primo al terzo concilio di Costantinopoli e al concilio in Trullo, e il secondo al concilio di Nicea II, sono menzionati dalle fonti come vescovi di Illarima; il terzo vescovo, Giuseppe, che prese parte al concilio di Costantinopoli dell'879-880 che riabilitò il patriarca Fozio, è registrato come vescovo di Larima. Le scoperte archeologiche hanno restituito i nomi dei vescovi Paolo, episkopos Hyllarima, vissuto nella seconda metà del IX secolo, e di Leone, episkopos Laryma, vissuto nel X secolo.
Dal XVIII secolo Lorima è annoverata tra le sedi vescovili titolari della Chiesa cattolica; la sede è vacante dal 7 novembre 1974. Il suo ultimo titolare è stato Vittorio Longo, vescovo ausiliare di Napoli. Oltre a quello di Lorima, la Santa Sede ha istituito nel 1933 anche il titolo di Illarima.

## Cronotassi

### Vescovi greci
- Giorgio † (prima del 680 - dopo il 692[7])
- Antimo † (menzionato nel 787)
- Giuseppe † (menzionato nell'879)
- Paolo † (seconda metà del IX secolo)
- Leone † (X secolo)

### Vescovi titolari
- Antonio Laghi, O.F.M. † (2 settembre 1715 - 5 luglio 1727 deceduto)
- Francesco Saraceni, O.F.M. † (12 novembre 1728 - 1º dicembre 1742 deceduto)
- Jan Krasiński † (16 settembre 1748 - prima del 22 gennaio 1760 deceduto)
- Jan Szemiot † (21 luglio 1760 - prima del 24 settembre 1762 deceduto)
- Anthony Coyle † (16 maggio 1777 - 1782 succeduto vescovo di Raphoe)
- Jan Nepomucen Kossakowski † (23 settembre 1793 - 9 maggio 1794 succeduto vescovo di Wenden)
- Jerzy Antoni Połubiński † (27 giugno 1796 - 1801 deceduto)
- Luis Gregorio López Castillo † (4 settembre 1815 - 30 settembre 1825 deceduto)
- Vitaliano Provenzano † (11 luglio 1839 - 6 gennaio 1857 deceduto)
- Walenty Baranowski † (2 agosto 1857 - 22 dicembre 1871 nominato vescovo di Lublino)
- Stefano Pribek de Ville † (23 dicembre 1872 - 1902 deceduto)
- Francisco García y López † (12 novembre 1903 - 30 maggio 1909 deceduto)
- George William Mundelein † (30 giugno 1909 - 9 dicembre 1915 nominato arcivescovo di Chicago)
- Adolf Józef Jełowicki † (9 novembre 1918 - 7 luglio 1937 deceduto)
- Eugène Curien † (8 novembre 1937 - 6 agosto 1947 deceduto)
- Vittorio Longo † (23 gennaio 1956 - 7 novembre 1974 deceduto)